# Bobrowniki Małe
Bobrowniki Małe (prononciation : [bɔbrɔvˈniki ˈmawɛ]) est une localité polonaise de la gmina de Wierzchosławice, située dans le powiat de Tarnów en voïvodie de Petite-Pologne.